# Apatolestes ater
Apatolestes ater är en tvåvingeart som beskrevs av Noelle M. Brennan 1935. Apatolestes ater ingår i släktet Apatolestes och familjen bromsar. Inga underarter finns listade i Catalogue of Life.